# Phytomyza carlestolrai
Phytomyza carlestolrai är en tvåvingeart som beskrevs av Cerny 2007. Phytomyza carlestolrai ingår i släktet Phytomyza och familjen minerarflugor.
Artens utbredningsområde är Andorra. Inga underarter finns listade i Catalogue of Life.